# George DeCicco
George "Big Georgie" DeCicco (20 de marzo de 1929 - 3 de octubre del 2014) fue un mafioso neoyorquino y caporegime de la familia criminal Gambino. DeCicco fue uno de los últimos capitanes de la antigua administración de John Gotti en los años 1980 que no fue puesto bajo acusación. DeCicco es el hermano del antiguo subjefe de la familia Gambino Frank DeCicco, quien fue asesinado en un coche bomba puesto para matar al entonces jefe John Gotti y que fue ordenado por el entonces jefe de la familia criminal Genovese Vincent "Chin" Gigante, y los líderes de la familia criminal Lucchese Vittorio "Vic" Amuso y Anthony "Gaspipe" Casso como venganza por el asesinato del anterior jefe de la familia Gambino, Paul Castellano, un fuerte aliado de las familias Genovese y Lucchese .

## Pandilla de Gotti
Durante los años 1980, DeCicco trabajó como un soldado en la antigua pandilla de John Gotti, entonces manejada por Angelo "Quack Quack" Ruggiero, pero debido a que Ruggiero sufrió de cáncer en 1989, el hermano de Gotti Gene tomó control de la pandilla, sólo para descubrir que sería acusado de narcotráfico y sentenciado a 50 años de prisión. Trabajando con los mafiosos de la familia Gambino John Carneglia, Salvatore "Fat Sally" Scala, Arnold "Zeke" Squitieri y Anthony "Red" Scarpaci por muchos años, DeCicco fue en ese momento promovido para el rango de caporegime en la familia.

## capo Gambino
A través de los años 1990, John Gotti fue finalmente atrapado por oficiales de la ley, mientras su subjefe Salvatore "Sammy the Bull" Gravano decidió convertirse en testigo del gobierno debido a la rivalidad interna con Gotti en ese momento y fue puesto en el estrado para testificar contra Gotti, el consigliere Frank "Frankie Loc" LoCascio y docenas de otros mafiosos Gambino de inicios de los años 1990. En 1992, Gotti y LoCascio fuero sentenciados a cadena perpetua por asesinato, asociación ilícita, extorsión, usura, lavado de dinero, evasión de impuestos y apuestas ilegales. Pero mientras muchos fueron condenados por el testimonio de Gravano, varios otros cayeron bajo el radar, especialmente antiguos rivales de Gotti como Nicholas "Little Nick" Corozzo y Leonard "Lenny" DiMaria, quienes fueron en algún punto promovidos a manejar la familia Gambino de manera no oficial junto con Pete Gotti. DeCicco, un verdadero leal a Gotti, también estuvo bajo el radar de las fuerzas de la ley mientras continuaba operando las facciones de la familia de Staten Island y Brooklyn de corrupción de sindicatos, extorsión, lavado de dinero, apuestas ilegales y actividades fraudulentas.

## Acusaciones y juicio
El 30 de enero del 2007, más de diez mafiosos de dos de las Cinco Familias fueron arrestados y acusados bajo los términos de la Ley RICO, incluyendo a DeCicco, uno de los últimos capos del antiguo régimen de Gotti en los años 1980. DeCicco fue acusado de operar un esquema multimillonario de usura en Nueva York así como de extorsión, apuestas ilegales, racketeering y lavado de dinero. Tal como se hizo evidente, un asociado de DeCicco se convirtió en testigo del estado, un soldado de la pandilla de DeCicco llamado Joseph Orlando había amenezado de matarlo por una deuda de usuar. Debido a que pensó que iba a ser asesinado, el asociado acudió a las autoridades federales por ayuda y proveyó información de la operación de usura a los fiscales federales. En ese mismo momento, gran parte de sus negocios ilegales fueron grabados por micrófonos escondidos. En diciembre del 2007, el abogado de George DeCicco dijo que buscaría arresto domiciliario para su cliente debido a que supuestamente tenía problemas cardíacos y utiliza un parche de nitroglicerina. El 19 de diciembre del 2007, DeCicco se declaró culpable y pasó entre 27 a 33 meses de prisión. Cumplió condena en el Centro Médico Federal Devens de Massachusetts. Fue liberado el 1 de diciembre de 2009..

## Intento de asesinato de su hijo
El 6 de junio del 2007, el hijo de DeCicco, Robert DeCicco, a quien las autoridades federales identificaron como un asociado de la mafia, fue disparado cuatro veces, una en el torso, otra en la cabeza y dos en el brazo, mientras salía de una farmacia en Bath Beach. Según el New York Post, el intento de asesinato se hizo unos días después de que otro mafioso Gambino que trabajó con DeCicco y su padre fuera atrapado. En enero fue puesto en custodia protectora debido a amenazas a su vida.